# Pakistanische Badmintonmeisterschaft 1962
Die Pakistanische Badmintonmeisterschaft 1962 fand in Lahore statt. Es war die achte Austragung der nationalen Meisterschaften von Pakistan im Badminton.

## Titelträger
| Disziplin    | Sieger                     |
| ------------ | -------------------------- |
| Herreneinzel | Masood Khan                |
| Dameneinzel  | Elsie Hunt                 |
| Herrendoppel | Masood Khan S. A. A. Rizvi |
| Damendoppel  | Elsie Hunt G. Nazir        |
| Mixed        | Naqi Mohsin Elsie Hunt     |